# Truce (Band)
Truce war eine britische R&B-Band, der zwischen 1995 und 1998 im Vereinigten Königreich einige Charterfolge gelangen.

## Geschichte
Die Gruppe bestand aus den drei Sängerinnen Dianne „Nia“ Joseph, Janine „Jay Jay“ Linton und Michelle „Shele“ Escoffery. Alle drei hatten schon zuvor Bühnenerfahrung. 1992 wurden sie von Lawrence Johnson von der Gruppe Nu Colours angesprochen, ob sie eine R&B-Band gründen wollten.
1993 wurde ihr Stück Keep On Giving Me Love auf der vom DJ Steve Jervier produzierten Compilation Just The Way auf dem Label Streethype Records veröffentlicht. Kurz darauf unterschrieben sie einen Vertrag mit dem Label Big Life. Dort erschienen ab 1994 diverse Singles, die Truce EP und das Album Nothin' But the Truce. Mehrere Singles konnten sich in den britischen Single-Charts positionieren. Die erfolgreichste Veröffentlichung der Band war das im September 1998 veröffentlichte Lied Eyes Don't Lie, das bis auf Platz 20 der Charts vordringen konnte.
Kurz darauf löste sich die Band auf. Dianne Joseph nahm später unter anderem Musik mit Shy FX und T-Power auf; Michelle Escoffery sang für Robbie Williams und Artful Dodger.

## Diskografie
Album
- 1995: Nothin' But the Truce (Big Life)

EP
- 1995: Truce EP (Big Life)

Singles
- 1994: Celebration of Life (Big Life)
- 1994: Treat U Right (Big Life)
- 1995: The Finest (Big Life)
- 1997: Nothin' But a Party (Big Life)
- 1998: Eyes Don't Lie  (Big Life)
- 1998: Key to the World (feat. Damage; Big Life)